# Mlaștina Poiana Brazilor
Mlaștina Poiana Brazilor este o arie protejată de interes național ce corespunde categoriei a IV-a IUCN (rezervație naturală de tip forestier, floristic, faunistic și hidrologic), situată în județul Maramureș, pe teritoriul administrativ al comunei Giulești.

## Localizare
Aria naturală se află în partea central-nordică a județului Maramureș,  în Munții Igniș (grupă muntoasă a Carpaților Maramureșului și Bucovinei, aparținând de lanțul muntos al Carpaților Orientali) în nord-estul rezervației naturale Tăul lui Dumitru, la o altitudine ce nu depășește 1.000 m, în apropierea drumului județean DJ183.

## Descriere
Rezervația naturală a fost declarată arie protejată prin Legea Nr. 5 din 6 martie 2000 publicată în Monitorul Oficial al României Nr. 152 din 12 aprilie 2000 (privind aprobarea planului de amenajare a teritoriului național - Secțiunea a III-a -  arii protejate) și se întinde pe o suprafață de 3 hectare. Mlaștina Poiana Brazilor se suprapune sitului Natura 2000 - Igniș.
Aria naturală reprezintă o zonă de mlaștini oligotrofe ce adăpostește o mare varietate de plante (rogoz, bumbăcăriță, negară) specifice turbăriilor; precum și suprafațe acoperite cu vegetație lemnoasă (molid, jneapăn) și pajiști. Fauna este reprezentată de mamifere, păsări și reptile.

## Atracții turistice

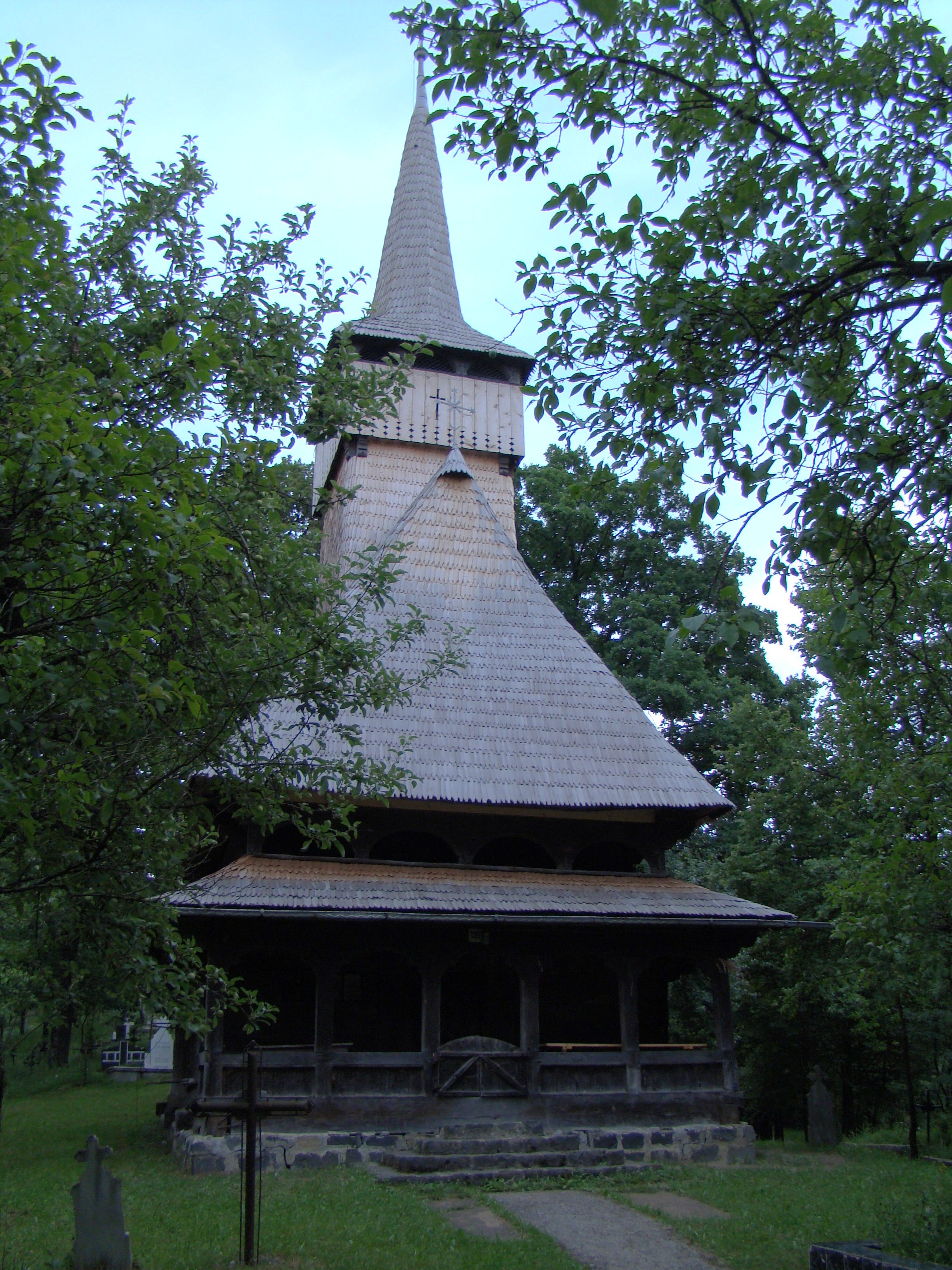
Biserica de lemn din Fereşti

În vecinătatea rezervației naturale se află mai multe obiective de interes turistic (lăcașuri de cult, monumente istorice, arii protejate, zone naturale), astfel:
- Biserica de lemn „Sf. Nicolae” din Ferești construită în anul 1700[6], monument istoric
- Biserica de lemn din satul Mănăstirea. Lăcașul de cult cu hramul „Sfinții Arhangheli” a fost construit în secolul al XVII-lea și figurează pe lista monumentelor istorice[7]
- Biserica greco-catolică din satul Giulești
- Rezervația naturală Tăul lui Dumitru (3 ha)
- Munții Igniș